# Mateu Busquets Ferrer
Mateu Busquets Ferrer (Palma, Balears, 31 d'octubre de 1993) és un àrbitre de futbol mallorquí de la Primera Divisió espanyola.

## Trajectòria
Pertany al Comitè d'Àrbitres de les Illes Balears. Va debutar en el futbol professional en Segona Divisió el 20 d'agost de 2022 en un partit entre l'Albacete Balompié i el Burgos CF de la segona jornada, que es va saldar amb un empat sense gols i en el qual va dictar quatre amonestacions i una expulsió. Aquella temporada va arbitrar un total de 24 partits entre la lliga regular, la Copa del Rei i la promoció d'ascens a Primera amb un total de 121 targetes grogues, sis dobles grogues, set vermelles i sis penals assenyalats.
Les seves actuacions la seva primera temporada com a àrbitre professional va portar la Reial Federació Espanyola de Futbol a determinar el seu ascens a Primera Divisió, impartint justícia per primera vegada en aquesta categoria el 3 de setembre de 2023, en el partit entre el Girona FC i la UD Las Palmas de la quarta jornada, que va finalitzar amb victòria local per 1–0 i en el qual va mostrar sis cartolines grogues.
Va ser el quart àrbitre de la final de la Copa del Rei 2025 entre el FC Barcelona i el Reial Madrid acompanyant Ricardo de Burgos Bengoetxea, i Pablo González Fuertes al VAR, després d'una forta polèmica derivada de pressions fetes pel Reial Madrid per tal que l'equip arbitral fos canviat.

## Temporades
| Categoria       | País    | Any       | Partits |
| --------------- | ------- | --------- | ------- |
| Segona Divisió  | Espanya | 2022-2023 | 24      |
| Primera Divisió | Espanya | 2023-Act. | 62      |